# Parapaludicoccus isaloensis
Parapaludicoccus isaloensis är en insektsart som beskrevs av Mamet 1962. Parapaludicoccus isaloensis ingår i släktet Parapaludicoccus och familjen ullsköldlöss.
Artens utbredningsområde är Madagaskar. Inga underarter finns listade i Catalogue of Life.